# پل پاژو
پل پاژو (فرانسوی: Paul Pageau‎؛ زادهٔ ۱ اکتبر ۱۹۵۹) بازیکن هاکی روی یخ اهل کانادا است.